# ريك إنغل
ريك إنغل (بالإنجليزية: Rick Engle)‏ هو لاعب كرة قاعدة أمريكي، ولد في 7 أبريل 1957 في كوربن في الولايات المتحدة.

## وصلات خارجية
- ريك إنغل على موقعبيزبول رفرنس.كوم (الدوري الرئيسي) (الإنجليزية)
- ريك إنغل على موقعبيزبول رفرنس.كوم (الدوري الثانوي) (الإنجليزية)